# Coppa Davis 2021 - Fase finale
Le finali della Coppa Davis 2021 (Davis Cup Finals in inglese) sono il più alto livello della Coppa Davis 2020-2021. Inizialmente in programma dal 23 al 29 novembre 2020, sono state rimandate al 2021, dal 25 novembre al 5 dicembre, a causa della pandemia di COVID-19; i match si sono disputati a Madrid, in Spagna, sui campi in cemento indoor della Madrid Arena (che ha ospitato anche le semifinali e la finalissima), a Torino, in Italia, presso il Palasport Olimpico, e a Innsbruck, in Austria.
La Spagna era la detentrice del titolo, ma è stata eliminata nella fase a gironi.
La Russia ha battuto in finale la Croazia con il punteggio di 2-0.

## Squadre partecipanti
Le 18 squadre ammesse alla fase finale sono state:
- Le 12 squadre che hanno vinto gli spareggi di qualificazione alla fase finale: Australia, Austria, Colombia, Croazia, Repubblica Ceca, Ecuador, Germania, Ungheria, Italia, Kazakistan, Svezia e Stati Uniti
- Le 4 squadre semifinaliste dell'edizione precedente: Russia, Canada, Gran Bretagna e Spagna
- Le 2 squadre a cui è stata assegnata una Wild card in base alla migliore classifica a squadre di Coppa Davis e al miglior ranking ATP dei suoi migliori giocatori:[4] Francia e Serbia.

| Partecipanti                                                   | Partecipanti | Partecipanti    | Partecipanti | Partecipanti  | Partecipanti |
| Australia                                                      | Austria (H)  | Canada          | Colombia     | Croazia       | Ecuador      |
| Francia (WC)                                                   | Germania     | Italia (H)      | Kazakistan   | Gran Bretagna | Rep. Ceca    |
| RTF                                                            | Serbia (WC)  | Spagna (H / TH) | Svezia       | Stati Uniti   | Ungheria     |
| -------------------------------------------------------------- | ------------ | --------------- | ------------ | ------------- | ------------ |
| H = Paesi ospitanti, TH = Detentore del titolo, WC = Wild Card |              |                 |              |               |              |

## Sorteggio
Il sorteggio dei gironi si è svolto il 12 marzo 2020 a Londra, nel Regno Unito. Le 18 squadre sono state divise in 6 gironi da tre squadre ciascuno. Nella prima urna sono state inserite le prime sei teste di serie che comprendevano le finaliste dell'edizione 2019 e altre quattro con la posizione più alta nel ranking a squadre di Coppa Davis nel momento in cui erano stati sorteggiati i Gruppi mondiali I e II. Nella seconda urna vi erano le squadre con la testa di serie tra la 7ª e la 12ª, posizionate immediatamente dietro alle quattro squadre della prima urna con la posizione più alta nel ranking di Coppa Davis. Nella terza urna erano presenti le sei squadre con la classifica più bassa rispetto a quella delle squadre delle prime due urne.
| 1ª urna                                                            | 2ª urna                                                                     | 3ª urna                                                                    |
| ------------------------------------------------------------------ | --------------------------------------------------------------------------- | -------------------------------------------------------------------------- |
| 1. Spagna 2. Canada 3. Francia 4. Croazia 5. Stati Uniti 6. Serbia | 7. Germania 8. Italia 9. Gran Bretagna 10. Australia 11. Kazakistan 12. RTF | 13. Svezia 14. Austria 15. Rep. Ceca 16. Colombia 17. Ungheria 18. Ecuador |

## Formato
Ogni confronto tra le squadre comprendeva due incontri di singolare e uno di doppio, tutti giocati nella stessa giornata. Ogni incontro si è giocato al meglio di tre set, ognuno dei quali prevedeva l'eventuale tie-break. Ogni sfida tra le squadre nel Round Robin ha assegnato un punto nella classifica del gruppo alla squadra vincitrice. Le vincenti di ciascun gruppo, più le due migliori seconde, hanno avuto accesso alla fase a eliminazione diretta. In caso di parità di punti, i criteri per stabilire le posizioni in classifica di ciascun gruppo e quali sono le migliori seconde sono stati i seguenti:
1. maggiore percentuale di incontri vinti;
2. maggiore percentuale di set vinti;
3. maggiore percentuale di game vinti;
4. vincitrice del confronto diretto nel gruppo di Round Robin in caso di parità fra due squadre nei criteri 1, 2 e 3;
5. in caso di ulteriore parità, passano il turno le squadre che il lunedì della settimana in cui si gioca la fase finale (29 novembre) hanno le migliori posizioni nella classifica per nazioni della Coppa Davis.

| Giorno                    | Turno            | Numero di squadre                              |
| ------------------------- | ---------------- | ---------------------------------------------- |
| 25 novembre - 28 novembre | Round Robin      | 18 (6 gruppi da 3 squadre)                     |
| 29 novembre - 2 dicembre  | Quarti di finale | 8 (vincenti dei 6 gruppi + 2 migliori seconde) |
| 3 dicembre - 4 dicembre   | Semifinali       | 4                                              |
| 5 dicembre                | Finale           | 2                                              |

Le 4 semifinaliste sono state automaticamente qualificate per la fase finale 2022, tutte le altre, ad eccezione delle 2 entrate con la wild card, sono state ammesse agli spareggi di qualificazione alla fase finale 2022.

## Fase a gironi

### Gruppo A
Gli incontri del Gruppo A si sono disputati a Madrid.
| Pos. | Nazione | Punti | Match V–P | Set V–P | Game V–P |
| ---- | ------- | ----- | --------- | ------- | -------- |
| 1    | RTF     | 2 - 0 | 5 - 1     | 11 - 5  | –        |
| 2    | Spagna  | 1 - 1 | 4 - 2     | 9 - 7   | –        |
| 3    | Ecuador | 0 - 2 | 0 - 6     | 4 - 12  | –        |

#### Spagna vs. Ecuador
| Spagna 3 | Madrid Arena, Madrid, Spagna 26 novembre 2021 Cemento (indoor) | Madrid Arena, Madrid, Spagna 26 novembre 2021 Cemento (indoor)          | Ecuador 0 |      |      |  |
| \| \| \| \| 1 \| 2 \| 3 \| \| \| - \| \| ----------------------------------------------------------------------- \| --- \| ---- \| ---- \| \| \| 1 \| \| Feliciano López Roberto Quiroz \| 6 3 \| 6 3 \| \| \| \| 2 \| \| Pablo Carreño Busta Emilio Gómez \| 5 7 \| 6 3 \| 7 65 \| \| \| 3 \| \| Pablo Carreño Busta / Marcel Granollers Gonzalo Escobar / Diego Hidalgo \| 6 4 \| 65 7 \| 7 62 \| \| |                                                                |                                                                         |           |      |      |  |
| |                                                                |                                                                         | 1         | 2    | 3    |  |
| 1 | Spagna (bandiera) · Ecuador (bandiera)                         | Feliciano López Roberto Quiroz                                          | 6 3       | 6 3  |      |  |
| 2 | Spagna (bandiera) · Ecuador (bandiera)                         | Pablo Carreño Busta Emilio Gómez                                        | 5 7       | 6 3  | 7 65 |  |
| 3 | Spagna (bandiera) · Ecuador (bandiera)                         | Pablo Carreño Busta / Marcel Granollers Gonzalo Escobar / Diego Hidalgo | 6 4       | 65 7 | 7 62 |  |

#### RTF vs. Ecuador
| Russia 3 | Madrid Arena, Madrid, Spagna 27 novembre 2021 Cemento (indoor) | Madrid Arena, Madrid, Spagna 27 novembre 2021 Cemento (indoor) | Ecuador 0 |     |     |  |
| \| \| \| \| 1 \| 2 \| 3 \| \| \| - \| \| ------------------------------------------------------------- \| --- \| --- \| --- \| \| \| 1 \| \| Andrej Rublëv Roberto Quiroz \| 6 3 \| 4 6 \| 6 1 \| \| \| 2 \| \| Daniil Medvedev Emilio Gómez \| 6 0 \| 6 2 \| \| \| \| 3 \| \| Aslan Karacev / Andrej Rublëv Gonzalo Escobar / Diego Hidalgo \| 6 4 \| 4 6 \| 6 4 \| \| |                                                                |                                                                |           |     |     |  |
| |                                                                |                                                                | 1         | 2   | 3   |  |
| 1 | Russia (bandiera) · Ecuador (bandiera)                         | Andrej Rublëv Roberto Quiroz                                   | 6 3       | 4 6 | 6 1 |  |
| 2 | Russia (bandiera) · Ecuador (bandiera)                         | Daniil Medvedev Emilio Gómez                                   | 6 0       | 6 2 |     |  |
| 3 | Russia (bandiera) · Ecuador (bandiera)                         | Aslan Karacev / Andrej Rublëv Gonzalo Escobar / Diego Hidalgo  | 6 4       | 4 6 | 6 4 |  |

#### Spagna vs. RTF
| Spagna 1 | Madrid Arena, Madrid, Spagna 28 novembre 2021 Cemento (indoor) | Madrid Arena, Madrid, Spagna 28 novembre 2021 Cemento (indoor)    | Russia 2 |      |     |  |
| \| \| \| \| 1 \| 2 \| 3 \| \| \| - \| \| ----------------------------------------------------------------- \| --- \| ---- \| --- \| \| \| 1 \| \| Feliciano López Andrej Rublëv \| 2 6 \| 6 3 \| 6 4 \| \| \| 2 \| \| Pablo Carreño Busta Daniil Medvedev \| 2 6 \| 63 7 \| \| \| \| 3 \| \| Marcel Granollers / Feliciano López Aslan Karacev / Andrej Rublëv \| 6 4 \| 2 6 \| 4 6 \| \| |                                                                |                                                                   |          |      |     |  |
| |                                                                |                                                                   | 1        | 2    | 3   |  |
| 1 | Spagna (bandiera) · Russia (bandiera)                          | Feliciano López Andrej Rublëv                                     | 2 6      | 6 3  | 6 4 |  |
| 2 | Spagna (bandiera) · Russia (bandiera)                          | Pablo Carreño Busta Daniil Medvedev                               | 2 6      | 63 7 |     |  |
| 3 | Spagna (bandiera) · Russia (bandiera)                          | Marcel Granollers / Feliciano López Aslan Karacev / Andrej Rublëv | 6 4      | 2 6  | 4 6 |  |

### Gruppo B
Gli incontri del Gruppo B si sono disputati a Madrid.
| Pos. | Nazione    | Punti | Match V–P | Set V–P | Game V–P |
| ---- | ---------- | ----- | --------- | ------- | -------- |
| 1    | Kazakistan | 2 - 0 | 5 - 1     | 10 - 5  | –        |
| 2    | Svezia     | 1 - 1 | 4 - 2     | 9 - 4   | –        |
| 3    | Canada     | 0 - 2 | 0 - 6     | 2 - 12  | –        |

#### Canada vs. Svezia
| Canada 0 | Madrid Arena, Madrid, Spagna 25 novembre 2021 Cemento (indoor) | Madrid Arena, Madrid, Spagna 25 novembre 2021 Cemento (indoor)     | Svezia 3 |     |   |  |
| \| \| \| \| 1 \| 2 \| 3 \| \| \| - \| \| ------------------------------------------------------------------ \| ---- \| --- \| - \| \| \| 1 \| \| Steven Diez Elias Ymer \| 4 6 \| 2 6 \| \| \| \| 2 \| \| Vasek Pospisil Mikael Ymer \| 4 6 \| 4 6 \| \| \| \| 3 \| \| Vasek Pospisil / Brayden Schnur André Göransson / Robert Lindstedt \| 65 7 \| 4 6 \| \| \| |                                                                |                                                                    |          |     |   |  |
| |                                                                |                                                                    | 1        | 2   | 3 |  |
| 1 | Canada (bandiera) · Svezia (bandiera)                          | Steven Diez Elias Ymer                                             | 4 6      | 2 6 |   |  |
| 2 | Canada (bandiera) · Svezia (bandiera)                          | Vasek Pospisil Mikael Ymer                                         | 4 6      | 4 6 |   |  |
| 3 | Canada (bandiera) · Svezia (bandiera)                          | Vasek Pospisil / Brayden Schnur André Göransson / Robert Lindstedt | 65 7     | 4 6 |   |  |

#### Kazakistan vs. Svezia
| Kazakistan 2 | Madrid Arena, Madrid, Spagna 27 novembre 2021 Cemento (indoor) | Madrid Arena, Madrid, Spagna 27 novembre 2021 Cemento (indoor)           | Svezia 1 |      |     |  |
| \| \| \| \| 1 \| 2 \| 3 \| \| \| - \| \| ------------------------------------------------------------------------ \| --- \| ---- \| --- \| \| \| 1 \| \| Michail Kukuškin Elias Ymer \| 3 6 \| 64 7 \| \| \| \| 2 \| \| Aleksandr Bublik Mikael Ymer \| 3 6 \| 6 4 \| 6 0 \| \| \| 3 \| \| Andrej Golubev / Oleksandr Nedovjesov André Göransson / Robert Lindstedt \| 6 3 \| 6 3 \| \| \| |                                                                |                                                                          |          |      |     |  |
| |                                                                |                                                                          | 1        | 2    | 3   |  |
| 1 | Kazakistan (bandiera) · Svezia (bandiera)                      | Michail Kukuškin Elias Ymer                                              | 3 6      | 64 7 |     |  |
| 2 | Kazakistan (bandiera) · Svezia (bandiera)                      | Aleksandr Bublik Mikael Ymer                                             | 3 6      | 6 4  | 6 0 |  |
| 3 | Kazakistan (bandiera) · Svezia (bandiera)                      | Andrej Golubev / Oleksandr Nedovjesov André Göransson / Robert Lindstedt | 6 3      | 6 3  |     |  |

#### Canada vs. Kazakistan
| Canada 0 | Madrid Arena, Madrid, Spagna 28 novembre 2021 Cemento (indoor) | Madrid Arena, Madrid, Spagna 28 novembre 2021 Cemento (indoor)        | Kazakistan 3 |      |     |  |
| \| \| \| \| 1 \| 2 \| 3 \| \| \| - \| \| --------------------------------------------------------------------- \| --- \| ---- \| --- \| \| \| 1 \| \| Brayden Schnur Michail Kukuškin \| 3 6 \| 7 65 \| 5 7 \| \| \| 2 \| \| Vasek Pospisil Aleksandr Bublik \| 2 6 \| 6 7 \| \| \| \| 3 \| \| Peter Polansky / Brayden Schnur Andrej Golubev / Oleksandr Nedovjesov \| 4 6 \| 7 6 \| 1 6 \| \| |                                                                |                                                                       |              |      |     |  |
| |                                                                |                                                                       | 1            | 2    | 3   |  |
| 1 | Canada (bandiera) · Kazakistan (bandiera)                      | Brayden Schnur Michail Kukuškin                                       | 3 6          | 7 65 | 5 7 |  |
| 2 | Canada (bandiera) · Kazakistan (bandiera)                      | Vasek Pospisil Aleksandr Bublik                                       | 2 6          | 6 7  |     |  |
| 3 | Canada (bandiera) · Kazakistan (bandiera)                      | Peter Polansky / Brayden Schnur Andrej Golubev / Oleksandr Nedovjesov | 4 6          | 7 6  | 1 6 |  |

### Gruppo C
Gli incontri del Gruppo C si sono disputati a Innsbruck.
| Pos. | Nazione       | Punti | Match V–P | Set V–P | Game V–P |
| ---- | ------------- | ----- | --------- | ------- | -------- |
| 1    | Gran Bretagna | 2 - 0 | 4 - 2     | 8 - 5   | –        |
| 2    | Francia       | 1 - 1 | 3 - 3     | 6 - 8   | –        |
| 3    | Rep. Ceca     | 0 - 2 | 2 - 4     | 7 - 8   | –        |

#### Francia vs. Repubblica Ceca
| Francia 2 | Olympiahalle, Innsbruck, Austria 25 novembre 2021 Cemento (indoor) | Olympiahalle, Innsbruck, Austria 25 novembre 2021 Cemento (indoor) | Rep. Ceca 1 |     |     |  |
| \| \| \| \| 1 \| 2 \| 3 \| \| \| - \| \| ----------------------------------------------------------------- \| ---- \| --- \| --- \| \| \| 1 \| \| Richard Gasquet Tomáš Macháč \| 63 7 \| 2 6 \| \| \| \| 2 \| \| Adrian Mannarino Jiří Veselý \| 61 7 \| 6 4 \| 6 2 \| \| \| 3 \| \| Pierre-Hugues Herbert / Nicolas Mahut Tomáš Macháč / Jiří Lehečka \| 3 6 \| 6 4 \| 6 3 \| \| |                                                                    |                                                                    |             |     |     |  |
| |                                                                    |                                                                    | 1           | 2   | 3   |  |
| 1 | Francia (bandiera) · Rep. Ceca (bandiera)                          | Richard Gasquet Tomáš Macháč                                       | 63 7        | 2 6 |     |  |
| 2 | Francia (bandiera) · Rep. Ceca (bandiera)                          | Adrian Mannarino Jiří Veselý                                       | 61 7        | 6 4 | 6 2 |  |
| 3 | Francia (bandiera) · Rep. Ceca (bandiera)                          | Pierre-Hugues Herbert / Nicolas Mahut Tomáš Macháč / Jiří Lehečka  | 3 6         | 6 4 | 6 3 |  |

#### Francia vs. Gran Bretagna
| Francia 1 | Olympiahalle, Innsbruck, Austria 27 novembre 2021 Cemento (indoor) | Olympiahalle, Innsbruck, Austria 27 novembre 2021 Cemento (indoor) | Gran Bretagna 2 |      |   |  |
| \| \| \| \| 1 \| 2 \| 3 \| \| \| - \| \| --------------------------------------------------------------- \| --- \| ---- \| - \| \| \| 1 \| \| Adrian Mannarino Daniel Evans \| 5 7 \| 4 6 \| \| \| \| 2 \| \| Arthur Rinderknech Cameron Norrie \| 2 6 \| 68 7 \| \| \| \| 3 \| \| Nicolas Mahut / Arthur Rinderknech Joe Salisbury / Neal Skupski \| 6 1 \| 6 4 \| \| \| |                                                                    |                                                                    |                 |      |   |  |
| |                                                                    |                                                                    | 1               | 2    | 3 |  |
| 1 | Francia (bandiera) · Gran Bretagna (bandiera)                      | Adrian Mannarino Daniel Evans                                      | 5 7             | 4 6  |   |  |
| 2 | Francia (bandiera) · Gran Bretagna (bandiera)                      | Arthur Rinderknech Cameron Norrie                                  | 2 6             | 68 7 |   |  |
| 3 | Francia (bandiera) · Gran Bretagna (bandiera)                      | Nicolas Mahut / Arthur Rinderknech Joe Salisbury / Neal Skupski    | 6 1             | 6 4  |   |  |

#### Gran Bretagna vs. Repubblica Ceca
| Gran Bretagna 2 | Olympiahalle, Innsbruck, Austria 28 novembre 2021 Cemento (indoor) | Olympiahalle, Innsbruck, Austria 28 novembre 2021 Cemento (indoor) | Rep. Ceca 1 |     |     |  |
| \| \| \| \| 1 \| 2 \| 3 \| \| \| - \| \| ------------------------------------------------------- \| --- \| --- \| --- \| \| \| 1 \| \| Daniel Evans Tomáš Macháč \| 2 6 \| 5 7 \| \| \| \| 2 \| \| Cameron Norrie Jiří Lehečka \| 6 1 \| 2 6 \| 6 1 \| \| \| 3 \| \| Joe Salisbury / Neal Skupski Tomáš Macháč / Jiří Veselý \| 6 4 \| 6 2 \| \| \| |                                                                    |                                                                    |             |     |     |  |
| |                                                                    |                                                                    | 1           | 2   | 3   |  |
| 1 | Gran Bretagna (bandiera) · Rep. Ceca (bandiera)                    | Daniel Evans Tomáš Macháč                                          | 2 6         | 5 7 |     |  |
| 2 | Gran Bretagna (bandiera) · Rep. Ceca (bandiera)                    | Cameron Norrie Jiří Lehečka                                        | 6 1         | 2 6 | 6 1 |  |
| 3 | Gran Bretagna (bandiera) · Rep. Ceca (bandiera)                    | Joe Salisbury / Neal Skupski Tomáš Macháč / Jiří Veselý            | 6 4         | 6 2 |     |  |

### Gruppo D
Gli incontri del Gruppo D si sono disputati a Torino.
| Pos. | Nazione   | Punti | Match V–P | Set V–P | Game V–P |
| ---- | --------- | ----- | --------- | ------- | -------- |
| 1    | Croazia   | 2 - 0 | 5 - 1     | 11 - 3  | –        |
| 2    | Australia | 1 - 1 | 3 - 3     | 6 - 10  | –        |
| 3    | Ungheria  | 0 - 2 | 2 - 4     | 6 - 10  | –        |

#### Croazia vs. Australia
| Croazia 3 | Palasport Olimpico, Torino, Italia 25 novembre 2021 Cemento (indoor) | Palasport Olimpico, Torino, Italia 25 novembre 2021 Cemento (indoor) | Australia 0 |     |     |  |
| \| \| \| \| 1 \| 2 \| 3 \| \| \| - \| \| ------------------------------------------------------ \| ---- \| --- \| --- \| \| \| 1 \| \| Borna Gojo Alexei Popyrin \| 7 65 \| 7 5 \| \| \| \| 2 \| \| Marin Čilić Alex de Minaur \| 6 1 \| 5 7 \| 6 4 \| \| \| 3 \| \| Nikola Mektić / Mate Pavić Alex de Minaur / John Peers \| 6 3 \| 6 1 \| \| \| |                                                                      |                                                                      |             |     |     |  |
| |                                                                      |                                                                      | 1           | 2   | 3   |  |
| 1 | Croazia (bandiera) · Australia (bandiera)                            | Borna Gojo Alexei Popyrin                                            | 7 65        | 7 5 |     |  |
| 2 | Croazia (bandiera) · Australia (bandiera)                            | Marin Čilić Alex de Minaur                                           | 6 1         | 5 7 | 6 4 |  |
| 3 | Croazia (bandiera) · Australia (bandiera)                            | Nikola Mektić / Mate Pavić Alex de Minaur / John Peers               | 6 3         | 6 1 |     |  |

#### Australia vs. Ungheria
| Australia 2 | Palasport Olimpico, Torino, Italia 27 novembre 2021 Cemento (indoor) | Palasport Olimpico, Torino, Italia 27 novembre 2021 Cemento (indoor) | Ungheria 1 |       |      |  |
| \| \| \| \| 1 \| 2 \| 3 \| \| \| - \| \| ------------------------------------------------------ \| --- \| ----- \| ---- \| \| \| 1 \| \| John Millman Zsombor Piros \| 6 4 \| 4 6 \| 3 6 \| \| \| 2 \| \| Alex de Minaur Márton Fucsovics \| 7 5 \| 2 6 \| 7 62 \| \| \| 3 \| \| Alex Bolt / John Peers Fábián Marozsán / Zsombor Piros \| 6 3 \| 611 7 \| 6 3 \| \| |                                                                      |                                                                      |            |       |      |  |
| |                                                                      |                                                                      | 1          | 2     | 3    |  |
| 1 | Australia (bandiera) · Ungheria (bandiera)                           | John Millman Zsombor Piros                                           | 6 4        | 4 6   | 3 6  |  |
| 2 | Australia (bandiera) · Ungheria (bandiera)                           | Alex de Minaur Márton Fucsovics                                      | 7 5        | 2 6   | 7 62 |  |
| 3 | Australia (bandiera) · Ungheria (bandiera)                           | Alex Bolt / John Peers Fábián Marozsán / Zsombor Piros               | 6 3        | 611 7 | 6 3  |  |

#### Croazia vs. Ungheria
| Croazia 2 | Palasport Olimpico, Torino, Italia 28 novembre 2021 Cemento (indoor) | Palasport Olimpico, Torino, Italia 28 novembre 2021 Cemento (indoor) | Ungheria 1 |     |     |  |
| \| \| \| \| 1 \| 2 \| 3 \| \| \| - \| \| ------------------------------------------------------- \| --- \| --- \| --- \| \| \| 1 \| \| Nino Serdarušić Fábián Marozsán \| 6 4 \| 6 4 \| \| \| \| 2 \| \| Marin Čilić Zsombor Piros \| 6 4 \| 5 7 \| 4 6 \| \| \| 3 \| \| Nikola Mektić / Mate Pavić Fábián Marozsán / Peter Nagy \| 7 6 \| 6 2 \| \| \| |                                                                      |                                                                      |            |     |     |  |
| |                                                                      |                                                                      | 1          | 2   | 3   |  |
| 1 | Croazia (bandiera) · Ungheria (bandiera)                             | Nino Serdarušić Fábián Marozsán                                      | 6 4        | 6 4 |     |  |
| 2 | Croazia (bandiera) · Ungheria (bandiera)                             | Marin Čilić Zsombor Piros                                            | 6 4        | 5 7 | 4 6 |  |
| 3 | Croazia (bandiera) · Ungheria (bandiera)                             | Nikola Mektić / Mate Pavić Fábián Marozsán / Peter Nagy              | 7 6        | 6 2 |     |  |

### Gruppo E
Gli incontri del Gruppo E si sono disputati a Torino.
| Pos. | Nazione     | Punti | Match V–P | Set V–P | Game V–P |
| ---- | ----------- | ----- | --------- | ------- | -------- |
| 1    | Italia      | 2 - 0 | 4 - 2     | 9 - 5   | –        |
| 2    | Colombia    | 1 - 1 | 3 - 3     | 8 - 8   | --       |
| 3    | Stati Uniti | 0 - 2 | 2 - 4     | 5 - 9   | –        |

#### Italia vs. Stati Uniti
| Stati Uniti 1 | Palasport Olimpico, Torino, Italia 26 novembre 2021 Cemento (indoor) | Palasport Olimpico, Torino, Italia 26 novembre 2021 Cemento (indoor) | Italia 2 |      |   |  |
| \| \| \| \| 1 \| 2 \| 3 \| \| \| - \| \| ------------------------------------------------------ \| ---- \| ---- \| - \| \| \| 1 \| \| Reilly Opelka Lorenzo Sonego \| 3 6 \| 64 7 \| \| \| \| 2 \| \| John Isner Jannik Sinner \| 2 6 \| 0 6 \| \| \| \| 3 \| \| Rajeev Ram / Jack Sock Fabio Fognini / Lorenzo Musetti \| 7 65 \| 6 2 \| \| \| |                                                                      |                                                                      |          |      |   |  |
| |                                                                      |                                                                      | 1        | 2    | 3 |  |
| 1 | Stati Uniti (bandiera) · Italia (bandiera)                           | Reilly Opelka Lorenzo Sonego                                         | 3 6      | 64 7 |   |  |
| 2 | Stati Uniti (bandiera) · Italia (bandiera)                           | John Isner Jannik Sinner                                             | 2 6      | 0 6  |   |  |
| 3 | Stati Uniti (bandiera) · Italia (bandiera)                           | Rajeev Ram / Jack Sock Fabio Fognini / Lorenzo Musetti               | 7 65     | 6 2  |   |  |

#### Italia vs. Colombia
| Italia 2 | Palasport Olimpico, Torino, Italia 27 novembre 2021 Cemento (indoor) | Palasport Olimpico, Torino, Italia 27 novembre 2021 Cemento (indoor) | Colombia 1 |     |     |  |
| \| \| \| \| 1 \| 2 \| 3 \| \| \| - \| \| ----------------------------------------------------------------- \| ---- \| --- \| --- \| \| \| 1 \| \| Lorenzo Sonego Nicolás Mejía \| 65 7 \| 6 4 \| 6 2 \| \| \| 2 \| \| Jannik Sinner Daniel Elahi Galán \| 7 5 \| 6 0 \| \| \| \| 3 \| \| Fabio Fognini / Jannik Sinner Juan Sebastián Cabal / Robert Farah \| 2 6 \| 7 5 \| 6 7 \| \| |                                                                      |                                                                      |            |     |     |  |
| |                                                                      |                                                                      | 1          | 2   | 3   |  |
| 1 | Italia (bandiera) · Colombia (bandiera)                              | Lorenzo Sonego Nicolás Mejía                                         | 65 7       | 6 4 | 6 2 |  |
| 2 | Italia (bandiera) · Colombia (bandiera)                              | Jannik Sinner Daniel Elahi Galán                                     | 7 5        | 6 0 |     |  |
| 3 | Italia (bandiera) · Colombia (bandiera)                              | Fabio Fognini / Jannik Sinner Juan Sebastián Cabal / Robert Farah    | 2 6        | 7 5 | 6 7 |  |

#### Stati Uniti vs. Colombia
| Stati Uniti 1 | Palasport Olimpico, Torino, Italia 28 novembre 2021 Cemento (indoor) | Palasport Olimpico, Torino, Italia 28 novembre 2021 Cemento (indoor) | Colombia 2 |     |      |  |
| \| \| \| \| 1 \| 2 \| 3 \| \| \| - \| \| ------------------------------------------------------------- \| --- \| --- \| ---- \| \| \| 1 \| \| Frances Tiafoe Nicolás Mejía \| 4 6 \| 6 3 \| 7 67 \| \| \| 2 \| \| John Isner Daniel Elahi Galán \| 3 6 \| 6 3 \| 65 7 \| \| \| 3 \| \| Reilly Opelka / Jack Sock Juan Sebastián Cabal / Robert Farah \| ret \| \| \| \| |                                                                      |                                                                      |            |     |      |  |
| |                                                                      |                                                                      | 1          | 2   | 3    |  |
| 1 | Stati Uniti (bandiera) · Colombia (bandiera)                         | Frances Tiafoe Nicolás Mejía                                         | 4 6        | 6 3 | 7 67 |  |
| 2 | Stati Uniti (bandiera) · Colombia (bandiera)                         | John Isner Daniel Elahi Galán                                        | 3 6        | 6 3 | 65 7 |  |
| 3 | Stati Uniti (bandiera) · Colombia (bandiera)                         | Reilly Opelka / Jack Sock Juan Sebastián Cabal / Robert Farah        | ret        |     |      |  |

### Gruppo F
Gli incontri del Gruppo F si sono disputati a Innsbruck.
| Pos. | Nazione  | Punti | Match V–P | Set V–P | Game V–P |
| ---- | -------- | ----- | --------- | ------- | -------- |
| 1    | Germania | 2 - 0 | 4 - 2     | 8 - 5   | –        |
| 2    | Serbia   | 1 - 1 | 4 - 2     | 9 - 6   | –        |
| 3    | Austria  | 0 - 2 | 1 - 5     | 4 - 10  | –        |

#### Serbia vs. Austria
| Serbia 3 | Olympiahalle, Innsbruck, Austria 26 novembre 2021 Cemento (indoor) | Olympiahalle, Innsbruck, Austria 26 novembre 2021 Cemento (indoor) | Austria 0 |     |     |  |
| \| \| \| \| 1 \| 2 \| 3 \| \| \| - \| \| -------------------------------------------------------------- \| ---- \| --- \| --- \| \| \| 1 \| \| Dušan Lajović Gerald Melzer \| 7 65 \| 3 6 \| 7 5 \| \| \| 2 \| \| Novak Đoković Dennis Novak \| 6 3 \| 6 2 \| \| \| \| 3 \| \| Nikola Ćaćić / Filip Krajinović Oliver Marach / Philipp Oswald \| 7 64 \| 4 6 \| 6 3 \| \| |                                                                    |                                                                    |           |     |     |  |
| |                                                                    |                                                                    | 1         | 2   | 3   |  |
| 1 | Serbia (bandiera) · Austria (bandiera)                             | Dušan Lajović Gerald Melzer                                        | 7 65      | 3 6 | 7 5 |  |
| 2 | Serbia (bandiera) · Austria (bandiera)                             | Novak Đoković Dennis Novak                                         | 6 3       | 6 2 |     |  |
| 3 | Serbia (bandiera) · Austria (bandiera)                             | Nikola Ćaćić / Filip Krajinović Oliver Marach / Philipp Oswald     | 7 64      | 4 6 | 6 3 |  |

#### Serbia vs. Germania
| Serbia 1 | Olympiahalle, Innsbruck, Austria 27 novembre 2021 Cemento (indoor) | Olympiahalle, Innsbruck, Austria 27 novembre 2021 Cemento (indoor) | Germania 2 |     |      |  |
| \| \| \| \| 1 \| 2 \| 3 \| \| \| - \| \| ------------------------------------------------------ \| ---- \| --- \| ---- \| \| \| 1 \| \| Filip Krajinović Dominik Koepfer \| 64 7 \| 4 6 \| \| \| \| 2 \| \| Novak Đoković Jan-Lennard Struff \| 6 2 \| 6 4 \| \| \| \| 3 \| \| Nikola Ćaćić / Novak Đoković Kevin Krawietz / Tim Pütz \| 65 7 \| 6 3 \| 65 7 \| \| |                                                                    |                                                                    |            |     |      |  |
| |                                                                    |                                                                    | 1          | 2   | 3    |  |
| 1 | Serbia (bandiera) · Germania (bandiera)                            | Filip Krajinović Dominik Koepfer                                   | 64 7       | 4 6 |      |  |
| 2 | Serbia (bandiera) · Germania (bandiera)                            | Novak Đoković Jan-Lennard Struff                                   | 6 2        | 6 4 |      |  |
| 3 | Serbia (bandiera) · Germania (bandiera)                            | Nikola Ćaćić / Novak Đoković Kevin Krawietz / Tim Pütz             | 65 7       | 6 3 | 65 7 |  |

#### Germania vs. Austria
| Germania 2 | Olympiahalle, Innsbruck, Austria 28 novembre 2021 Cemento (indoor) | Olympiahalle, Innsbruck, Austria 28 novembre 2021 Cemento (indoor) | Austria 1 |     |   |  |
| \| \| \| \| 1 \| 2 \| 3 \| \| \| - \| \| -------------------------------------------------------- \| --- \| --- \| - \| \| \| 1 \| \| Dominik Koepfer Jurij Rodionov \| 1 6 \| 5 7 \| \| \| \| 2 \| \| Jan-Lennard Struff Dennis Novak \| 7 5 \| 6 4 \| \| \| \| 3 \| \| Kevin Krawietz / Tim Pütz Oliver Marach / Philipp Oswald \| 6 3 \| 6 4 \| \| \| |                                                                    |                                                                    |           |     |   |  |
| |                                                                    |                                                                    | 1         | 2   | 3 |  |
| 1 | Germania (bandiera) · Austria (bandiera)                           | Dominik Koepfer Jurij Rodionov                                     | 1 6       | 5 7 |   |  |
| 2 | Germania (bandiera) · Austria (bandiera)                           | Jan-Lennard Struff Dennis Novak                                    | 7 5       | 6 4 |   |  |
| 3 | Germania (bandiera) · Austria (bandiera)                           | Kevin Krawietz / Tim Pütz Oliver Marach / Philipp Oswald           | 6 3       | 6 4 |   |  |

### Riepilogo e migliori seconde
Oltre alle sei squadre vincenti dei gruppi, si sono qualificate Svezia e Serbia, che hanno avuto la stessa percentuale di match vinti della Spagna ma una migliore percentuale di set vinti. Francia, Australia e Colombia hanno invece avuto una peggiore percentuale di match vinti.
Legenda
P = Punti, M = Match, S = Set, % S.V. = Percentuale di set vinti
| Gruppo | Vincenti    | Vincenti | Vincenti | Vincenti | Seconde   | Seconde | Seconde | Seconde | Seconde | Terze       | Terze | Terze | Terze |
| Gruppo | Nazione     | P        | M        | S        | Nazione   | P       | M       | S       | % S.V.  | Nazione     | P     | M     | S     |
| ------ | ----------- | -------- | -------- | -------- | --------- | ------- | ------- | ------- | ------- | ----------- | ----- | ----- | ----- |
| A      | RTF         | 2–0      | 5–1      | 11–5     | Spagna    | 1–1     | 4–2     | 9–7     | 56,25   | Ecuador     | 0–2   | 0–6   | 4–12  |
| B      | Kazakistan  | 2–0      | 5–1      | 10–5     | Svezia    | 1–1     | 4–2     | 9–4     | 69,23   | Canada      | 0–2   | 0–6   | 2–12  |
| C      | Regno Unito | 2–0      | 4–2      | 8–5      | Francia   | 1–1     | 3–3     | 6–8     | -       | Rep. Ceca   | 0–2   | 2–4   | 7–8   |
| D      | Croazia     | 2–0      | 5–1      | 11–3     | Australia | 1–1     | 2–4     | 6–10    | -       | Ungheria    | 0–2   | 2–4   | 6–10  |
| E      | Italia      | 2–0      | 4–2      | 9–5      | Colombia  | 1–1     | 3–3     | 8–8     | -       | Stati Uniti | 0–2   | 2–4   | 5–9   |
| F      | Germania    | 2–0      | 4–2      | 8–5      | Serbia    | 1–1     | 4–2     | 9–6     | 60,00   | Austria     | 0–2   | 1–5   | 4–10  |

## Fase a eliminazione diretta

### Tabellone
|  | Quarti di finale | Quarti di finale | Quarti di finale |          |         | Semifinali | Semifinali | Semifinali |  |  | Finale | Finale | Finale |  |
|  |                  |                  |                  |          |         |            |            |            |  |  |        |        |        |  |
|  | 12               | RTF              | 2                |          |         |            |            |            |  |  |        |        |        |  |
|  | 12               | RTF              | 2                |          |         |            |            |            |  |  |        |        |        |  |
|  | 13               | Svezia           | 0                |          |         |            |            |            |  |  |        |        |        |  |
|  | 13               | Svezia           | 0                |          | RTF     | RTF        | 2          |            |  |  |        |        |        |  |
|  |                  |                  |                  |          | RTF     | RTF        | 2          |            |  |  |        |        |        |  |
|  |                  |                  | Germania         | Germania | 1       |            |            |            |  |  |        |        |        |  |
|  | 9                | Regno Unito      | Germania         | Germania | 1       | 1          |            |            |  |  |        |        |        |  |
|  | 9                | Regno Unito      |                  |          |         |            |            |            |  |  |        |        |        |  |
|  | 7                | Germania         | 2                |          |         |            |            |            |  |  |        |        |        |  |
|  | 7                | Germania         | 2                |          | RTF     | RTF        | 2          |            |  |  |        |        |        |  |
|  |                  |                  |                  |          |         |            |            |            |  |  |        |        |        |  |
|  |                  |                  | Croazia          | Croazia  | 0       |            |            |            |  |  |        |        |        |  |
|  | 8                | Italia           | Croazia          | Croazia  | 0       | 1          |            |            |  |  |        |        |        |  |
|  | 8                | Italia           |                  |          |         |            |            |            |  |  |        |        |        |  |
|  | 4                | Croazia          | 2                |          |         |            |            |            |  |  |        |        |        |  |
|  | 4                | Croazia          | 2                |          | Croazia | Croazia    | 2          |            |  |  |        |        |        |  |
|  |                  |                  |                  |          | Croazia | Croazia    | 2          |            |  |  |        |        |        |  |
|  |                  |                  | Serbia           | Serbia   | 1       |            |            |            |  |  |        |        |        |  |
|  | 6                | Serbia           | Serbia           | Serbia   | 1       | 2          |            |            |  |  |        |        |        |  |
|  | 6                | Serbia           |                  |          |         |            |            |            |  |  |        |        |        |  |
|  | 11               | Kazakistan       | 1                |          |         |            |            |            |  |  |        |        |        |  |

### Quarti di finale

#### Italia vs. Croazia
| Italia 1 | Palasport Olimpico, Torino, Italia 29 novembre 2021 Cemento (indoor) | Palasport Olimpico, Torino, Italia 29 novembre 2021 Cemento (indoor) | Croazia 2 |      |     |  |
| \| \| \| \| 1 \| 2 \| 3 \| \| \| - \| \| -------------------------------------------------------- \| ---- \| ---- \| --- \| \| \| 1 \| \| Lorenzo Sonego Borna Gojo \| 62 7 \| 6 2 \| 2 6 \| \| \| 2 \| \| Jannik Sinner Marin Čilić \| 3 6 \| 7 64 \| 6 3 \| \| \| 3 \| \| Fabio Fognini / Jannik Sinner Nikola Mektić / Mate Pavić \| 3 6 \| 4 6 \| \| \| |                                                                      |                                                                      |           |      |     |  |
| |                                                                      |                                                                      | 1         | 2    | 3   |  |
| 1 | Italia (bandiera) · Croazia (bandiera)                               | Lorenzo Sonego Borna Gojo                                            | 62 7      | 6 2  | 2 6 |  |
| 2 | Italia (bandiera) · Croazia (bandiera)                               | Jannik Sinner Marin Čilić                                            | 3 6       | 7 64 | 6 3 |  |
| 3 | Italia (bandiera) · Croazia (bandiera)                               | Fabio Fognini / Jannik Sinner Nikola Mektić / Mate Pavić             | 3 6       | 4 6  |     |  |

#### Gran Bretagna vs. Germania
| Gran Bretagna 1 | Olympiahalle, Innsbruck, Austria 30 novembre 2021 Cemento (indoor) | Olympiahalle, Innsbruck, Austria 30 novembre 2021 Cemento (indoor) | Germania 2 |      |     |  |
| \| \| \| \| 1 \| 2 \| 3 \| \| \| - \| \| ------------------------------------------------------ \| ----- \| ---- \| --- \| \| \| 1 \| \| Daniel Evans Peter Gojowczyk \| 6 2 \| 6 1 \| \| \| \| 2 \| \| Cameron Norrie Jan-Lennard Struff \| 6 7 \| 6 3 \| 2 6 \| \| \| 3 \| \| Joe Salisbury / Neal Skupski Kevin Krawietz / Tim Pütz \| 610 7 \| 65 7 \| \| \| |                                                                    |                                                                    |            |      |     |  |
| |                                                                    |                                                                    | 1          | 2    | 3   |  |
| 1 | Gran Bretagna (bandiera) · Germania (bandiera)                     | Daniel Evans Peter Gojowczyk                                       | 6 2        | 6 1  |     |  |
| 2 | Gran Bretagna (bandiera) · Germania (bandiera)                     | Cameron Norrie Jan-Lennard Struff                                  | 6 7        | 6 3  | 2 6 |  |
| 3 | Gran Bretagna (bandiera) · Germania (bandiera)                     | Joe Salisbury / Neal Skupski Kevin Krawietz / Tim Pütz             | 610 7      | 65 7 |     |  |

#### Serbia vs. Kazakistan
| Serbia 2 | Estadio Arantxa Sánchez Vicario, Caja Mágica, Madrid, Spagna 1º dicembre 2021 Cemento (indoor) | Estadio Arantxa Sánchez Vicario, Caja Mágica, Madrid, Spagna 1º dicembre 2021 Cemento (indoor) | Kazakistan 1 |     |       |  |
| \| \| \| \| 1 \| 2 \| 3 \| \| \| - \| \| ------------------------------------------------------------------ \| ---- \| --- \| ----- \| \| \| 1 \| \| Miomir Kecmanović Michail Kukuškin \| 65 7 \| 6 4 \| 611 7 \| \| \| 2 \| \| Novak Đoković Aleksandr Bublik \| 6 3 \| 6 4 \| \| \| \| 3 \| \| Nikola Ćaćić / Novak Đoković Andrej Golubev / Oleksandr Nedovjesov \| 6 2 \| 2 6 \| 6 3 \| \| |                                                                                                |                                                                                                |              |     |       |  |
| |                                                                                                |                                                                                                | 1            | 2   | 3     |  |
| 1 | Serbia (bandiera) · Kazakistan (bandiera)                                                      | Miomir Kecmanović Michail Kukuškin                                                             | 65 7         | 6 4 | 611 7 |  |
| 2 | Serbia (bandiera) · Kazakistan (bandiera)                                                      | Novak Đoković Aleksandr Bublik                                                                 | 6 3          | 6 4 |       |  |
| 3 | Serbia (bandiera) · Kazakistan (bandiera)                                                      | Nikola Ćaćić / Novak Đoković Andrej Golubev / Oleksandr Nedovjesov                             | 6 2          | 2 6 | 6 3   |  |

#### RTF vs. Svezia
| Russia 2 | Estadio Manolo Santana, Caja Mágica, Madrid, Spagna 2 dicembre 2021 Cemento (indoor) | Estadio Manolo Santana, Caja Mágica, Madrid, Spagna 2 dicembre 2021 Cemento (indoor) | Svezia 0 |     |      |             |
| \| \| \| \| 1 \| 2 \| 3 \| \| \| - \| \| ---------------------------------------------------------------- \| --- \| --- \| ---- \| ----------- \| \| 1 \| \| Andrej Rublëv Elias Ymer \| 6 2 \| 5 7 \| 7 63 \| \| \| 2 \| \| Daniil Medvedev Mikael Ymer \| 6 4 \| 6 4 \| \| \| \| 3 \| \| Aslan Karacev / Andrej Rublëv André Göransson / Robert Lindstedt \| \| \| \| non giocato \| |                                                                                      |                                                                                      |          |     |      |             |
| |                                                                                      |                                                                                      | 1        | 2   | 3    |             |
| 1 | Russia (bandiera) · Svezia (bandiera)                                                | Andrej Rublëv Elias Ymer                                                             | 6 2      | 5 7 | 7 63 |             |
| 2 | Russia (bandiera) · Svezia (bandiera)                                                | Daniil Medvedev Mikael Ymer                                                          | 6 4      | 6 4 |      |             |
| 3 | Russia (bandiera) · Svezia (bandiera)                                                | Aslan Karacev / Andrej Rublëv André Göransson / Robert Lindstedt                     |          |     |      | non giocato |

### Semifinali

#### RTF vs. Germania
| Russia 2 | Estadio Manolo Santana, Caja Mágica, Madrid, Spagna 4 dicembre 2021 Cemento (indoor) | Estadio Manolo Santana, Caja Mágica, Madrid, Spagna 4 dicembre 2021 Cemento (indoor) | Germania 1 |     |     |  |
| \| \| \| \| 1 \| 2 \| 3 \| \| \| - \| \| --------------------------------------------------------- \| --- \| --- \| --- \| \| \| 1 \| \| Andrej Rublëv Dominik Koepfer \| 6 4 \| 6 0 \| \| \| \| 2 \| \| Daniil Medvedev Jan-Lennard Struff \| 6 4 \| 6 4 \| \| \| \| 3 \| \| Aslan Karacev / Karen Khachanov Kevin Krawietz / Tim Pütz \| 6 4 \| 3 6 \| 4 6 \| \| |                                                                                      |                                                                                      |            |     |     |  |
| |                                                                                      |                                                                                      | 1          | 2   | 3   |  |
| 1 | Russia (bandiera) · Germania (bandiera)                                              | Andrej Rublëv Dominik Koepfer                                                        | 6 4        | 6 0 |     |  |
| 2 | Russia (bandiera) · Germania (bandiera)                                              | Daniil Medvedev Jan-Lennard Struff                                                   | 6 4        | 6 4 |     |  |
| 3 | Russia (bandiera) · Germania (bandiera)                                              | Aslan Karacev / Karen Khachanov Kevin Krawietz / Tim Pütz                            | 6 4        | 3 6 | 4 6 |  |

#### Croazia vs. Serbia
| Croazia 2 | Estadio Manolo Santana, Caja Mágica, Madrid, Spagna 3 dicembre 2021 Cemento (indoor) | Estadio Manolo Santana, Caja Mágica, Madrid, Spagna 3 dicembre 2021 Cemento (indoor) | Serbia 1 |     |     |  |
| \| \| \| \| 1 \| 2 \| 3 \| \| \| - \| \| ----------------------------------------------------------- \| --- \| --- \| --- \| \| \| 1 \| \| Borna Gojo Dušan Lajović \| 4 6 \| 6 3 \| 6 2 \| \| \| 2 \| \| Marin Čilić Novak Đoković \| 4 6 \| 2 6 \| \| \| \| 3 \| \| Nikola Mektić / Mate Pavić Novak Đoković / Filip Krajinović \| 7 5 \| 6 1 \| \| \| |                                                                                      |                                                                                      |          |     |     |  |
| |                                                                                      |                                                                                      | 1        | 2   | 3   |  |
| 1 | Croazia (bandiera) · Serbia (bandiera)                                               | Borna Gojo Dušan Lajović                                                             | 4 6      | 6 3 | 6 2 |  |
| 2 | Croazia (bandiera) · Serbia (bandiera)                                               | Marin Čilić Novak Đoković                                                            | 4 6      | 2 6 |     |  |
| 3 | Croazia (bandiera) · Serbia (bandiera)                                               | Nikola Mektić / Mate Pavić Novak Đoković / Filip Krajinović                          | 7 5      | 6 1 |     |  |

### Finale

#### RTF vs. Croazia
| Russia 2 | Estadio Manolo Santana, Caja Mágica, Madrid, Spagna 5 dicembre 2021 Cemento (indoor) | Estadio Manolo Santana, Caja Mágica, Madrid, Spagna 5 dicembre 2021 Cemento (indoor) | Croazia 0 |      |   |             |
| \| \| \| \| 1 \| 2 \| 3 \| \| \| - \| \| -------------------------------------------------------- \| --- \| ---- \| - \| ----------- \| \| 1 \| \| Andrej Rublëv Borna Gojo \| 6 4 \| 7 65 \| \| \| \| 2 \| \| Daniil Medvedev Marin Čilić \| 7 6 \| 6 2 \| \| \| \| 3 \| \| Aslan Karacev / Andrej Rublëv Mate Pavić / Nikola Mektić \| \| \| \| non giocato \| |                                                                                      |                                                                                      |           |      |   |             |
| |                                                                                      |                                                                                      | 1         | 2    | 3 |             |
| 1 | Russia (bandiera) · Croazia (bandiera)                                               | Andrej Rublëv Borna Gojo                                                             | 6 4       | 7 65 |   |             |
| 2 | Russia (bandiera) · Croazia (bandiera)                                               | Daniil Medvedev Marin Čilić                                                          | 7 6       | 6 2  |   |             |
| 3 | Russia (bandiera) · Croazia (bandiera)                                               | Aslan Karacev / Andrej Rublëv Mate Pavić / Nikola Mektić                             |           |      |   | non giocato |